# Francesca da Rimini (Mercadante)
Francesca da Rimini es una ópera en 2 actos con música de Saverio Mercadante y libreto en italiano de Felice Romani, basado en el canto V del Infierno de la Divina comedia de Dante Alighieri. La obra no pudo ser estrenada en vida de sus autores, y tuvo su primera representación el 30 de julio de 2016 en el Palazzo Ducale de Martina Franca, en el seno de la 42ª edición del Festival della Valle d'Itria.

## Historia
En 1826, Saverio Mercadante aceptó hacerse cargo de la dirección musical de la ópera italiana de Madrid, componiendo para este teatro su ópera I due Figaro. Será en 1830 cuando componga una nueva ópera para el mismo teatro, "Francesca da Rimini". El teatro había contratado ese año como soprano a Adelaide Tosi, con la que Mercadante había mantenido una turbulenta relación años antes. Ella debía ser la encargada de cantar el papel de Francesca, pero la mala relación entre ambos y una enfermedad del compositor frustraron el estreno, y Mercadante abandona Madrid en febrero de 1831 llevándose consigo la partitura.
Mercadante trató entonces de estrenar la ópera para la siguiente temporada de Carnaval en el Teatro de La Scala, con Giuditta Pasta y Giulia Grisi. Pero la Pasta, a quien correspondía el papel de Paolo, se negó a interpretar a un personaje masculino, queriendo que fuera la Grisi la que lo hiciera, dejándole a ella el papel protagonista. Otros compromisos de ambas intérpretes finalmente frustraron también esa representación.
La ópera se estrenó finalmente el 30 de julio de 2016 en el Festival della Valle d'Itria en Martina Franca. Con posterioridad, ha sido representada en versión concierto en la Ópera de Tenerife el 11 de diciembre de 2021.

## Personajes
| Personaje                                        | Voz          | Intérprete del estreno (Director: Fabio Luisi) |
| ------------------------------------------------ | ------------ | ---------------------------------------------- |
| Guido da Polenta (Señor de Rávena)               | bajo         | Antonio Di Matteo                              |
| Francesca (su hija)                              | soprano      | Leonor Bonilla                                 |
| Lanciotto Malatesta (su esposo, señor de Rímini) | tenor        | Mert Süngü                                     |
| Paolo (su hermano)                               | mezzosoprano | Aya Wakizono                                   |
| Guelfo (oficial de Lanciotto)                    | tenor        | Iván Ayón Rivas                                |
| Isaura (doncella de Francesca)                   | soprano      | Larisa Martinez                                |

## Argumento
La acción transcurre en Rímini y en un monasterio cercano en el siglo XIII. 
Acto I
Vestíbulo del palacio de Lanciotto
Lanciotto regresa victorioso de la guerra, deseoso de ver a Francesca. Guido, el padre de esta, le informa que ha estado su hermano Paolo visitándola, y Lanciotto dice que ella odia a su cuñado. Guido quiere saber el por qué. 
Gabinete en el apartamento de Francesca
En sueños, Francesca ve a Paolo. Tras despertar, suspira recordando el momento en el que le conoció (aria: Seco d'un rio sul margine). Llegan Lanciotto y Guido, pero Francesca no quiere ver a su marido. Cuando éste le pregunta por qué está tan triste, ella contesta que su intención era entrar en un convento, y no casarse, pero tuvo que hacerlo obligada por su padre. Lanciotto sospecha que en realidad ella ama a otro, pero tiene que contenerse para no enfadar a su suegro. Francesca afirma que la tristeza se le pasará con el tiempo, aun sabiendo que eso no va a suceder. Lanciotto le pide que por lo menos vaya a verla al torneo para darle ánimos, y ella acepta.
Plaza de Rímini junto al palacio de Lanciotto
Paolo está de regreso en su ciudad, incapaz de poder alejarse de su amada Francesca (aria: Questa speme che m'avanza). Llegan Lanciotto, Guido y Francesca para el torneo. Lanciotto le dice a Francesca que ella será quien entregue el premio al ganador, pero ella se desmaya al ver a Paolo y su padre se la lleva a su habitación. Los dos hermanos quedan solos: Lanciotto expresa su dolor, y Paolo considera que es imposible que sea infeliz estando junto a Francesca. Sus palabras hacen despertar las sospechas de Lanciotto, y Paolo trata de calmarlo diciendo que Francesca no tiene por qué amar a otro. 
Apartamento de Francesca
Francesca trata de olvidar sus pensamientos leyendo la historia de Ginebra y Lancelot. Llega Paolo e insiste en leer en voz alta la parte de Lancelot y pide a Francesca que lea la de Ginebra. Ambos se abandonan a la historia de amor que leen y se besan. Llega entonces Lanciotto, que al verlos quiere matar a su traidora esposa; Paolo se interpone, y Lanciotto está a punto de matarlo cuando llega toda la corte, encabezada por Guido. Lanciotto entonces acusa a su esposa y a su hermano de adulterio ante todos, y hace que los encarcelen. 
Acto II
Lanciotto quiere ahogar su dolor ejecutando a Francesca, pese a las súplicas de Guido, que le pide que se la devuelva.
Prisión en el subterráneo del palacio de Lanciotto
Guelfo guía a Francesca a su prisión. Un grito en otra celda le hace darse cuenta de que no solamente va a ser ella la castigada, también Paolo. Ni Guelfo ni Isaura pueden consolarla. Lanciotto hace que traigan a los dos prisioneros a su presencia, y viendo que se aman, su furor aumenta y les ofrece un puñal y un veneno para que cada uno elija cómo morir. Guido llega a tiempo para detenerlos, y quiere llevarse a su hija a Rávena. Las fuerzas de Guido y las de Lanciotto luchan, pero Francesca los detiene ofreciendo recluirse en un monasterio. Lanciotto es el único que no queda satisfecho con esta decisión. 
Atrio interno de un monasterio
De noche, Paolo acude a ver a Francesca, dispuesto a morir por ella (aria: Se troncando i giorni miei). Llega Francesca, sorprendida de verlo. Ambos se declaran su amor y Paolo se dispone a huir con ella cuando llega Lanciotto. Ambos hermanos se enfrentan, pero cuando Francesca se interpone para detenerlos, es herida de muerte. Al verla, Paolo se apuñala sin que su hermano pueda detenerlo. Llega Guido y acusa a Lanciotto de haber finalmente matado a su hija, pero éste responde que quien la ha matado ha sido su destino.

## Estructura
Acto I
- 1 Introducción Lo squillar delle trombe guerriere (Coro, Guido, Lanciotto)
- 2 Coro, escena y Cavatina Presso al meriggio - Seco d'un rio sul margine (Francesca)
- 3 Terceto Donna, per farti lieta (Lanciotto, Francesca, Guido)
- 4 Escena y Cavatina Quanto ti deggio - Questa speme che m'avanza (Paolo)
- 5 Coro Ai prodi onore!
- 6 Dueto Vedi se v'ha più barbaro (Lanciotto, Paolo)
- 7 Finale Primo Ei ritornò...lo vidi - Assiso di Ginevra al fianco (Francesca, Paolo, Lanciotto, Guido, Coro, Guelfo, Isaura)

Acto II
- 8 Coro Rapido come al vento
- 9 Aria Saprò punir, lo giuro (Lanciotto, Guido, Coro)
- 10 Coro, escena y Aria Fra queste volte oscure - È l'ultima lagrima (Francesca, Isaura, Guelfo, Coro)
- 11 Terceto y Cuarteto Deh, non volermi, o barbaro (Francesca, Paolo, Lanciotto, Guido)
- 12 Escena y Aria Tace ogni cosa - Se troncando i giorni miei (Paolo)
- 13 Finale Secondo La mia destra ha solo il fiero (Francesca, Paolo, Lanciotto, Guido, Guelfo, Isaura, Coro)

## Discografía
| Año  | Reparto (Francesca, Paolo, Lanciotto, Guido, Isaura, Guelfo)                                  | Director de Orquesta | Sello discográfico       |
| ---- | --------------------------------------------------------------------------------------------- | -------------------- | ------------------------ |
| 2016 | Leonor Bonilla, Aya Wakizono, Mert Süngü, Antonio Di Matteo, Larisa Martinez, Iván Ayón Rivas | Fabio Luisi          | Dynamic (también en DVD) |